# Говедина (албум)
Говедина је мини-албум групе Београдски синдикат који је изашао у септембру 2002. Албум је добио име по песми Говедина у којој се говори политичко стање Републике Србије. Овај албум је врло брзо после објављивања изазвао велику полемику у круговима власти, а песму Говедина многи политичари су чак јавно коментарисали.

## Списак нумера
1. Говедина (Сви заједно) - 5:33
2. Говеђи менталитет - 5:33
3. Говеда репују - 4:31
4. Дуга је улица - 6:46
5. Дуга је музика - 6:34
6. Говедина (сви заједно)клеан - 5:31
7. Химна - 7:17
8. Политичка - 4:42